# توپیک (دی‌جی)
توبیاس توپیک (انگلیسی: Tobias Topic؛ زادهٔ ۲۳ مارس ۱۹۹۲) تهیه‌کننده موسیقی، موسیقی‌دان، و دی‌جی اهل آلمان است. وی از سال ۲۰۱۴ میلادی تاکنون مشغول فعالیت بوده‌است.